# Königsee (gemeente)
Königsee, tot 2019 geheten Königsee-Rottenbach, is een stad in de Duitse deelstaat Thüringen en maakt deel uit van de Landkreis Saalfeld-Rudolstadt. De stad ontstond op 31 december 2012 door de fusie van de daarvoor zelfstandige stad Königsee en de gemeente Rottenbach.
Sedert 2019 is de plaats een zogenaamde erfüllende Gemeinde voor de kleine buurgemeentes Allendorf (Thüringen) en Bechstedt.
De gemeente heeft officieel 24 Ortsteile:
Dörnfeld an der Heide, Dröbischau (bestaand uit Dröbischau en Egelsdorf), Garsitz, Hengelbach, Horba, Köditz (bestaand uit Oberköditz en Unterköditz), Leutnitz, Lichta, Milbitz, Oberhain (bestaand uit Barigau, Mankenbach, Oberhain en Unterhain), Oberschöbling, Paulinzella, Quittelsdorf, Rottenbach, Solsdorf, Storchsdorf, Thälendorf en Unterschöbling.